# Cupido (satélite)
Cupido es un satélite natural de Urano. Fue descubierto el 25 de agosto de 2003 por Mark R. Showalter y Jack J. Lissauer usando el telescopio espacial Hubble. Su designación provisional fue S/2003 U 2 y también es llamado Urano XXVII. Debe su nombre a un personaje de la obra Timón de Atenas de William Shakespeare.
Cupido pertenece al grupo de Porcia, que también incluye a Bianca, Crésida, Julieta, Porcia, Rosalinda, Desdémona, Belinda y Perdita. Estos satélites tienen órbitas y propiedades fotométricas similares.

## Características
Es el más pequeño de los satélites interiores de Urano con sólo 18 km de diámetro. Esta superficie y su color oscuro hizo que fuera demasiado débil para ser detectado por la sonda Voyager 2 durante su paso por Urano en 1986. 
La órbita de Cupido difiere solo en 863 km de la Belinda, por lo que es inestable. Sorprendentemente, Mab y Perdita, recientemente descubiertos, no parece que les afecte esta perturbación. A pesar de esto, tiene la órbita más inestable de los satélites internos de Urano: es probable que colisione con Belinda en los próximos 100 000 a 10 millones de años debido a las interacciones de resonancia que hacen que Cupido se desplace a una órbita más peligrosa durante este período de tiempo.